# لورانس إم. فريدمان
لورانس إم. فريدمان (بالإنجليزية: Lawrence M. Friedman)‏ هو مؤرخ قانوني ‏ أمريكي، ولد في 2 أبريل 1930 في شيكاغو في الولايات المتحدة.